# Dammsjön (Voxna socken, Hälsingland)
Dammsjön är en sjö i Ovanåkers kommun i Hälsingland och ingår i Ljusnans huvudavrinningsområde. Sjön har en area på 0,164 kvadratkilometer och ligger 263,1 meter över havet. Sjön avvattnas av vattendraget Nedre Tälningsån (Övre Tälningsån).

## Delavrinningsområde
Dammsjön ingår i det delavrinningsområde (679742-149079) som SMHI kallar för Utloppet av Molnsjön. Medelhöjden är 305 meter över havet och ytan är 24,64 kvadratkilometer. Det finns inga avrinningsområden uppströms utan avrinningsområdet är högsta punkten. Nedre Tälningsån (Övre Tälningsån) som avvattnar avrinningsområdet har biflödesordning 4, vilket innebär att vattnet flödar genom totalt 4 vattendrag innan det når havet efter 121 kilometer. Avrinningsområdet består mestadels av skog (86 procent). Avrinningsområdet har 1,86 kvadratkilometer vattenytor vilket ger det en sjöprocent på 7,5 procent.